# Oberlin, Kansas
Oberlin är administrativ huvudort i Decatur County i Kansas. Orten har fått sitt namn efter Oberlin, Ohio. Enligt 2020 års folkräkning hade Oberlin 1 644 invånare.